# A Anarquia
A Anarquia foi uma guerra civil travada na Inglaterra e Normandia entre 1135 e 1153, caracterizada por um colapso na lei e na ordem. O conflito surgiu de uma crise de sucessão no final do reinado de Henrique I de Inglaterra, quando seu único filho legítimo, Guilherme Adelino, morreu no naufrágio do Barco Branco, em 25 de dezembro de 1120. As tentativas de Henrique de colocar sua filha, a Imperatriz Matilde, como sua sucessora não foram bem sucedidas e, depois de sua morte em 1135, seu sobrinho Estêvão de Blois tomou o poder com a ajuda de seu irmão, Henrique de Blois. O início do reinado de Estêvão foi marcado por lutas contra barões ingleses, rebeldes galeses e invasores escoceses. Após uma grande rebelião no sudoeste da Inglaterra em 1139, Matilde e seu meio-irmão, Roberto de Gloucester, invadiram a Inglaterra.
Nenhum dos lados conseguiu alcançar uma vitória decisiva nos primeiros anos da guerra; Matilde veio a controlar o sudoeste da Inglaterra e grande parte do Vale do ´Tâmisa, enquanto Estêvão permaneceu no controle do sudeste. Os castelos da época eram facilmente defensáveis, e muitos dos conflitos eram uma guerra de exaustão, envolvendo cercos, saques e escaramuças entre exércitos, cavaleiros e soldados, muitos dos quais eram mercenários. Em 1141, Estêvão foi capturado na Batalha de Lincoln, acabando com sua autoridade na maior parte do país. Matilde foi forçada a recuar de Londres por multidões hostis antes de conseguir ser coroada; pouco depois, Roberto foi capturado no Tumulto de Winchester e os dois lados trocaram seus prisioneiros. Estêvão quase capturou Matilde em 1142 durante o Cerco de Oxford, porém ela escapou atravessando o Rio Tâmisa.
A guerra se estendeu por muitos anos. Godofredo V de Anjou, marido de Matilde, conseguiu conquistar a Normandia, porém ninguém saía vitorioso na Inglaterra. Barões rebeldes começaram a ganhar mais poder no norte e em East Anglia. As devastações nas regiões de guerra eram enormes. Em 1148, Matilde voltou para a Normandia e deixou a campanha a cargo de seu filho Henrique Plantageneta. Estêvão tentou, sem sucesso, fazer a igreja reconhecer seu filho Eustácio como o próximo rei. No início da década de 1150, os barões e a igreja queriam apenas a paz.
Nenhum dos lados queria entrar em batalha quando Henrique invadiu a Inglaterra em 1153. Depois de uma pequena campanha e do Cerco de Wallingford, Estêvão e Henrique negociaram a paz, o Tratado de Wallingford, em que o rei reconhecia Henrique como seu herdeiro. Estêvão morreu no ano seguinte e Henrique II começou um longo período de reconstrução na Inglaterra. Crônicos descreveram o período como um em que "Cristo e seus santos estavam dormindo", e historiadores vitorianos chamaram o conflito de "a Anarquia" por causa do caos, apesar de historiadores modernos questionarem a precisão do termo e alguns dos relatos contemporâneos.

## Prelúdio
Os antecedentes dos 19 anos de guerra da Anarquia remontam ao dia 25 de novembro de 1120, data do naufrágio do Barco Branco ao largo da Normandia. Excepto um marinheiro que nadou para a costa, morreram no desastre todos os ocupantes do navio, incluindo Guilherme Adelino, único filho legítimo de Henrique I de Inglaterra, e alguns dos seus irmãos bastardos. Com a perda de Guilherme, Henrique I tomou a decisão inédita na altura de nomear como sucessora a filha Matilde de Inglaterra, obrigando os seus barões a jurarem-lhe fidelidade. Em 1128, Matilde casou pela segunda vez com Godofredo Plantageneta, Conde de Anjou e, devido a isso mesmo, uma péssima escolha na opinião dos nobres normandos.
Tirando Matilde, Henrique I tinha ainda como sucessores os quatro filhos de [[Estêvão II de Blois|Estêvão II, Conde de Blois}} e Adela da Normandia, sua irmã. O terceiro deles, Estêvão de Blois, Conde de Bolonha era o seu sobrinho preferido e bastante popular entre a nobreza normanda.

## A Anarquia
Quando Henrique I morre em 1135 de intoxicação alimentar, Estêvão entrou em Inglaterra e declarou-se rei ignorando as pretensões de Matilde e de Teobaldo, o seu irmão mais velho. Com o apoio dos barões, incluindo os filhos bastardos de Henrique I, do Arcebispo da Cantuária e do papa Inocêncio II, a usurpação ficou consumada.
Sem apoios em Inglaterra, Matilde virou-se para o rei David I da Escócia, seu tio materno, que em 1138 invadiu Northumberland em seu nome. A campanha não foi enérgica o suficiente e o exército de David foi derrotado em Agosto na batalha do Estandarte. Seguro no trono, Estêvão deu-se então ao luxo de cometer alguns erros políticos que lhe custaram o apoio de alguns nobres importantes. Entre eles contava-se Roberto de Gloucester, que tomou o partido de Matilde no fim do ano.
Em 1139, Matilde entra em Inglaterra e toma o Castelo de Arundel, iniciando a guerra civil. Reunida com Gloucester, o seu exército tomou algumas praças importantes nos anos seguintes, sem que ocorresse uma batalha definitiva. Entretanto, o governo de Estêvão mostrava-se cada vez mais fraco e incapaz de controlar as sucessivas insurreições populares.
A 2 de fevereiro de 1141 ocorre uma batalha entre os partidários de Estêvão e de Matilde. O resultado é uma derrota clara de Estêvão que é feito prisioneiro em Bristol. Matilde passou então a controlar o país da sua capital em Londres e recusou o título de rainha, preferindo chamar-se Senhora dos Ingleses. A sua vantagem durou pouco tempo devido à atitude arrogante e à influência que Geoffrey Plantageneta detinha sobre ela. Em Setembro, Londres era já uma cidade cheia de inimigos e Matilde retira-se para Oxford. Na mesma altura, Roberto de Gloucester é apanhado por aliados de Estêvão e ameaçado de morte. Matilde vê-se então obrigada a trocar o meio irmão pela liberdade de Estêvão, que se apressa a recuperar a coroa e o controlo do país. O exército de Estêvão desloca-se então para Oxford, onde monta cerco ao castelo onde se encontrava Matilde, que só não é apanhada porque, segundo a lenda, fugiu sozinha a meio da noite atravessando os campos cobertos de neve. Matilde nunca mais recuperou a vantagem e em 1147 é obrigada a fugir para o Condado de Anjou, o feudo do marido.
Estêvão recuperou a coroa mas não a autoridade ou a força política que nunca teve. O estado de caos generalizado propagou-se ao país, onde durante os anos seguintes não houve lei que fosse respeitada. Cronistas contemporâneos referem este período como "a época em que Cristo e todos os seus apóstolos dormiram", o que resultou no nome de "a anarquia" pelo qual a guerra é conhecida.
Nos anos seguintes, a saúde de Estêvão foi piorando. O rei fez o que pode para legitimar as suas pretensões da sua linha à coroa inglesa e tentou coroar o filho Eustácio IV, Conde de Bolonha em sua vida. O papa proibiu-o e chegou mesmo a colocar Inglaterra sob um interdito pela ousadia da proposta.

## O fim
Quando Eustáquio morre em 1153, as esperanças de preservar a linha dos Blois ruíram. Entretanto Henrique Plantageneta, o filho mais velho de Matilde e do Conde de Anjou, viu a sua oportunidade. Henrique apesar dos 20 anos de idade, tinha um apurado sentido político e sabia aproveitar as suas oportunidades, ao contrário de Estêvão. Pouco depois da morte de Eustáquio, Henrique invadiu a Inglaterra e em novembro forçou Estêvão a assinar o Tratado de Wallingford, onde o reconhecia como herdeiro.
Com a morte de Estêvão no ano seguinte, Henrique torna-se rei sem oposição, iniciando a dinastia angevina (plantagenetas) de reis de Inglaterra. Matilde nunca regressou a Inglaterra e retirou-se para Ruão, na França.